# Liste der Monuments historiques in Chatenay-Vaudin
Die Liste der Monuments historiques in Chatenay-Vaudin führt die Monuments historiques in der französischen Gemeinde Chatenay-Vaudin auf.

## Liste der Objekte
| Bezeichnung             | Beschreibung                                                  | Standort                       | Kennzeichnung | Schutzstatus | Datum | Bild |
| ----------------------- | ------------------------------------------------------------- | ------------------------------ | ------------- | ------------ | ----- | ---- |
| Skulptur Heiliger Mamas | Holz, farbig gefasst und vergoldet, Ende des 18. Jahrhunderts | in der Kirche St-Mammès (Lage) | PM52001200    | Classé       | 1971  |      |
| Kruzifix                | Holz, farbig gefasst, 17. Jahrhundert                         | in der Kirche St-Mammès (Lage) | PM52001581    | Inscrit      | 1974  |      |